# Chris Wiggins
Pour les articles homonymes, voir Wiggins.
Chris Wiggins est un acteur britannique né le 13 janvier 1931 à Blackpool au Royaume-Uni, et mort à Elora (Ontario) le 19 février 2017. Il est connu pour avoir joué le rôle du père de famille dans le feuilleton télévisé canadien Les Robinsons Suisses (Swiss Family Robinson en anglais) réalisée par Peter Carter et diffusée entre le 12 août 1974 et le 24 mars 1975 sur CTV et à partir du 14 septembre 1977 sur TF1 dans l’émission Les Visiteurs du mercredi.

## Filmographie
- 1982 : Les Monstres du labyrinthe (Mazes and Monsters) (TV) : King

- 1991 : Pour le meilleur et pour le rire (Married to It) de Arthur Hiller